# The Bird People in China
The Bird People in China (en japonés: 中国の鳥人, Chūgoku no chōjin?) es una película de comedia dramática japonesa de 1998 dirigida por Takashi Miike a partir de un guion de su frecuente colaborador Masa Nakamura y  basada en una novela de Makoto Shiina. Marcó un punto de inflexión en la carrera del director japonés, al tratarse de una obra ajena a los temas anteriormente abordados, y es considerada una de sus películas menos extremas.

## Argumento
Obligado a sustituir a un compañero de trabajo enfermo, un joven empresario japonés llamado Wada es enviado como su reemplazo para evaluar una mina de jade en una remota aldea de Yunnan, China . Un miembro de la yakuza llamado Ujiie le dice al Sr. Wada que su empresa le debe dinero a la yakuza y lo obliga a llevarlo con él para pagar la deuda en piedras preciosas. Guiados por un anciano que habla tan mal japonés como lo entiende, los dos hombres irán de sorpresa en sorpresa, pasando de bosques salvajes a montañas milenarias, a merced de tormentas e inundaciones devastadoras.

## Reparto
| Actor           | Papel             |
| --------------- | ----------------- |
| Masahiro Motoki | Wada (empresario) |
| Renji Ishibashi | Ujiie (yakuza)    |
| Mako Iwamatsu   | Shen (guía)       |
| Li Li Wang      | Yan, Si-chang     |
| Michiko Kichise |                   |
| Yûichi Minato   |                   |
| Tomohiko Okuda  |                   |
| Manzo Shinra    |                   |

## Producción
El paisaje de China es algo que no suele explorarse en el cine japonés y, por lo tanto, fue un gran cambio de ritmo para Miike, y muy alejado de los temas recurrentes de violencia y sexualidad presentes en sus otras películas. Las localizaciones chinas en la película incluyen la ciudad de Dali, Yunnan, donde los personajes entran a través de una puerta arqueada de piedra y el río Saluén, donde ven a personas montando poleas sobre cables de acero sobre el agua.

## Lanzamiento
The Bird People in China fue estrenada en los cines de Japón el 10 de junio de 1998, e invitada oficialmente en el Festival de Cine de Londres, en el Festival Internacional de Cine de Vancouver y en el Festival Internacional de Cine de San Francisco. Fue lanzada en VHS en Japón por Tōhō (東宝),y en DVD tuvo varios lanzamientos distintos editados por Sedic International y distribuidos por M3 Entertainment. Fuera de Japón fue lanzada en DVD por ArtsMagic en 2004 con contenidos adicionales,entre los que se encuentran: 
- Comentarios de audio del biógrafo de Miike, Tom Mes.
- Entrevista con Takashi Miike (17 min.)

## Análisis
La literatura de las Raíces es un movimiento temático chino muy potente que además ha estado muy vinculado al cine chino. No es un movimiento literario per se ya que son diferentes escritores de diferentes estilos los que incorporan reflexiones identitarias a sus obras; autores que retornan a la tradición cultural, a las costumbres locales, a las minorías étnicas, a la vida rural para buscar su propia identidad, siempre priorizando la estética en sus obras. En este sentido la obra de Shiina encaja perfectamente, ya que el viaje de Wada y Ujīe a Yunnan no es sólo un viaje a las raíces de la cultura japonesa sino a las raíces de la civilización. La estética es realmente importante, por eso la cámara se recrea en las escenas de la naturaleza y en las costumbres de la aldea, invitando al espectador a reflexionar sobre la ecología, la modernidad, la tradición, etc. En la aldea de jade, el yakuza encontrará su paz de espíritu. El romántico Ujīe encontrará en las gentes de la aldea y en la armonía de la naturaleza, otro yo más consciente de los peligros de la modernidad y decidirá dedicar su vida a proteger la aldea del avance inexorable de los nuevos tiempos.
La película explora temas de ecología y tercer mundo contra el primer mundo. El mensaje es mixto, muestra lo bueno y lo malo de la tecnología como de la tradición.

## Recepción
Reseña de Sabrina Vaquerizo-González para Asiateca: «En 1998 Miike haría un impasse en su carrera para regalarnos la joya de sus primeros años como director: The Bird People in China. Si hasta ahora todo lo que habíamos visto era acción, violencia, yakuza-eiga, cine negro y comedia, el director iba a volver a sacar su cámara fuera de Japón para demostrar que podía estar a la altura con el reto que significaba la obra de Makoto Shiina».
En una reseña para TodoOcio3D, Fran Villalba, concluye que: «The bird people in China termina convirtiéndose en una especie de reverso oriental de "La misión", con la historia de dos personas que empiezan buscando un tesoro pero que acaban encontrándose a sí mismos. Es un cuento de redención y segundas oportunidades, en un paraje exquisito (la fotografía de la película es sencillamente cautivadora). Una fábula moral que termina calando hondo en el espectador, invitándole a la reflexión».
Alexander Knoth en una reseña para Asian Movie Pulse, escribió: «Lo especial de “The Bird People in China” es la crítica a la sociedad japonesa moderna. Japón parece ser diferente. Todo es más rápido que en el resto del mundo. La gente empieza a sufrir bajo un estilo de vida agitado. China es, por tanto, una fuente de recreación y se presenta como un reservorio intacto, que ayuda a los personajes japoneses a encontrar un camino de regreso a su verdadero yo interior. La película subraya esto en muchos niveles. Luz, montaje, vestuario. El Japón moderno se ve frustrado por la China tradicional».

## Premios y reconocimientos
- Premio del Público en el Festival Internacional de Cine de Hawái de 1998.
- Premio al mejor actor (Masahiro Motoki) y mejor fotografía, en los Premios de cine de Mainichi 1999.
- Premio al mejor actor (Masahiro Motoki) en los Nikkan Sports Film Award.